# Roubený dům čp. 305 (Štramberk)
Dům čp. 305 stojí na ulici Horní Bašta ve Štramberku v okrese Nový Jičín. Roubený dům byl postaven na počátku 19. století. Byl zapsán do Ústředního seznamu kulturních památek ČR před rokem 1988 a je součástí městské památkové rezervace.

## Historie
Podle urbáře z roku 1558 bylo na náměstí postaveno původně 22 domů s dřevěným podloubím, kterým bylo přiznáno šenkovní právo, a sedm usedlých na předměstí. Uprostřed náměstí stál pivovar. V roce 1614 je uváděno 28 hospodářů, fara, kostel, škola a za hradbami 19 domů. Za panování jezuitů bylo v roce 1656 uváděno 53 domů. První zděný dům čp. 10 byl postaven na náměstí v roce 1799. V roce 1855 postihl Štramberk požár, při němž shořelo na 40 domů a dvě stodoly. V třicátých letech 19. století stálo nedaleko náměstí ještě dvanáct dřevěných domů.
Původní roubený dům čp. 304 byl postaven na počátku 19. století, je přisazen štítovou stranou k městské hradební zdi. V síni je zachovalá původní pec. Objekt je příkladem původní předměstské zástavby ve Štramberku.

## Stavební podoba
Dům je přízemní roubená stavba na obdélném půdorysu, je orientovaná okapovou stranou souběžně s ulicí. Dispozice je trojdílná, kterou tvoří dvě jizby, komora a síň s původní pecí. Stavba je roubená z kuláčů. Je postavena na vysoké omítané kamenné podezdívce, která vyrovnává svahovou nerovnost. Dům má klenuté sklepy se vstupem z pravé strany. Štítové průčelí je tříosé. Štít je trojúhelníkový svisle bedněný s laťováním, se třemi výzorníky ve tvaru lipového listu a s podlomenicí v patě štítu. Vchod je ve bočním dvouosém průčelí. Střecha je sedlová krytá plechem. K zadní části domu byly přistavěny drobné přístavky.